# Autostrada A344 (Franța)
Autostrada A344, o autostradă scurtă din Franța, este o ramificație a A4, cunoscută sub denumirea de Traversée Urbaine de Reims.
Autostrada A344 este concesionată companiei Sanef, iar utilizarea sa este gratuită, fără taxă de drum.
Până la 23 noiembrie 2010, întreaga autostradă făcea parte din A4, care traversa centrul orașului Reims de-a lungul râului Vesle și al Canalului Aisne-Marne. Această situație a rezultat din dorința inițială a statului de a fluidiza traficul din aglomerație printr-o soluție rapidă.
După deschiderea Centurii de ocolire Sud a Reims, secțiunea abandonată a fost inițial lăsată fără un număr oficial. În schimb, i s-a atribuit acronimul tehnocratic TUR pentru „Traversée Urbaine de Reims”. Această situație provizorie s-a încheiat pe 16 iulie 2013, când s-a efectuat o renumerotare completă:
- Secțiunea de la vest de RN244 (viitoarea A34) a devenit A344.
- Secțiunea de la est de RN244 (viitoarea A34) a fost inclusă în A34, prin continuitate.

În ciuda acestei renumerotări, întregul tronson de autostradă care traversează Reims este destinat să fie declasificat și parțial reconvertit într-un bulevard urban. Proiectul de reamenajare definitivă nu a fost încă stabilit, însă, pentru a „liniști” rapid traversarea orașului și mai ales pentru a încuraja utilizarea variantei de ocolire sudică, s-a decis reducerea vitezei de la 110 km/h la 90 km/h, sau chiar la 70 km/h pe secțiunea ce urmează să fie transformată.

## Istoric
Declarații de utilitate publică
- 29.12.1972: Secțiunea Ormes - Tinqueux (A4 - RN31)[1] (declarație prelungită la 23.12.1977[2])
- 24.01.1973: Secțiunea Tinqueux - Cormontreuil-Vesle (RN31 - sfârșit provizoriu)[3]
- 24.01.1973: Nodurile Reims-cathédrale (cu excepția bretelei Reims → Chalons), Reims-Saint-Rémi și Reims-Cormontreuil
- 06.05.1974: Secțiunea Cormontreuil-Vesle - Reims-Cormontreuil (sfârșit provizoriu - A34)[4][5] (declarație prelungită la 25.04.1979[6])

Puneri în funcțiune
- 29.10.1975: Secțiunea Ormes - Tinqueux (A4 - ieșirea 22)
- 10.06.1976: Secțiunea Tinqueux - Reims-centre (ieșirile 22 la 24)
- 10.06.1976: Secțiunea Reims-centre - Reims-Cormontreuil (ieșirile 24 la 26), (prima cale)
- 15.07.1976: Secțiunea Reims-centre - Reims-Cormontreuil (ieșirile 24 la 26), (a doua cale)
- 15.07.1976: Nodurile Reims-cathédrale (cu excepția bretelei Reims → Chalons), Reims-Saint-Rémi și Reims-Cormontreuil

## Traseu
| De la A4 la A34; secțiune gratuită concesionată către Sanef. | |           |
| Intersecție                                                  | Nod rutier între A4 și A344: Paris, Château-Thierry; A5 (Lyon), Strasbourg, Metz, Nancy, Châlons-en-Champagne.         | A4 A5 E50 |
| A344                                                         | |           |
|                                                              | Punctul de taxare Thillois.                                                                                            |           |
| Intersecție                                                  | Nod rutier între A26 și A344: Bruxelles, Lille, Calais, Laon, Reims-La Neuvillette, Z.I. Colbert (nod rutier parțial). | A26 E17   |
| Tinqueux                                                     | Orașe deservite: Soissons, Fismes, Tinqueux.                                                                           | RN31 E46  |
|                                                              | Limitare la 90 km/h (sens Strasbourg > Paris).                                                                         |           |
| Reims-centre                                                 | Orașe deservite: Reims-centru, Aeroportul Reims - Champagne, Centre des Congrès.                                       |           |
| Cathédrale                                                   | Zone deservite: Catedrala Notre-Dame din Reims, Complex sportiv.                                                       |           |
|                                                              | Limitare la 90 km/h (sens Paris > Strasbourg).                                                                         |           |
| Reims-Saint-Rémi                                             | Orașe deservite: Épernay, Reims-Saint-Rémi, Centre hospitalier, Gara Champagne-Ardenne TGV.                            |           |
| Intersecție                                                  | Nod rutier între A34 și A344: Charleville-Mézières, Châlons-en-Champagne, Reims-Farman-Pompelle.                       | A34 E46   |
| Cormontreuil                                                 | Oraș deservit: Cormontreuil.                                                                                           |           |
| A344                                                         | |           |